# Heinz Mäder
Heinz Mäder (Limbach-Oberfrohna, 13 aprile 1937) è un ex pallanuotista tedesco orientale.
Ha fatto parte della Squadra Unificata Tedesca ai Giochi di Tokyo 1964.